# Victoria Fjord
Victoria Fjord är en fjord på Grönland (Kungariket Danmark). Den ligger i den norra delen av Grönland, 2 000 km norr om huvudstaden Nuuk.
Fjorden omges i väster av Wulff Land och i öster av Nares Land och Peary Land. Norrut, vid fjordens mynning, ligger  Stephenson Ø.